# Nesospingus
Nesospingus is een geslacht van zangvogels uit de familie Nesospingidae. Deze familie werd op grond van onderzoek gepubliceerd in 2013 en 2015 afgesplitst van deThraupidae (tangaren). Er is maar één soort:
- Nesospingus speculiferus – Puertoricaanse tangare